# Darcy Piceu Africa
Pour les articles homonymes, voir Africa.
Darcy Piceu Africa est une athlète américaine née en 1975 et originaire de Bloomfield Hills, dans le Michigan. Spécialiste de l'ultra-trail, elle a notamment remporté la Wasatch Front 100 Mile Endurance Run en 2005 et 2010, la Hardrock 100 en 2012, 2013 et 2014 ainsi que la Bear 100 Mile Endurance Run en 2012.

## Résultats
| no  | féminin            | Course                                | Longueur | Départ            | Temps            |
| --- | ------------------ | ------------------------------------- | -------- | ----------------- | ---------------- |
| 18e | Médaille d'argent  | Leona Divide                          | 50 mi    | 20 avril 2002     | 08 h 03 min 54 s |
| 24e | Médaille de bronze | Leadville Trail 100                   | 100 mi   | 21 août 2004      | 23 h 44 min 11 s |
| 19e | Médaille de bronze | Miwok 100K Trail Race                 | 100 km   | 30 avril 2005     | 09 h 54 min 38 s |
| 15e | Médaille d'or      | Wasatch Front 100 Mile Endurance Run  | 100 mi   | 10 septembre 2005 | 24 h 34 min 53 s |
| 12e | Médaille de bronze | Western States 100-Mile Endurance Run | 100 mi   | 24 juin 2006      | 20 h 53 min 47 s |
| 5e  | Médaille d'argent  | Vermont 100 Mile Endurance Run        | 100 mi   | 22 juillet 2006   | 18 h 18 min 49 s |
| 34e | Médaille de bronze | Leadville Trail 100                   | 100 mi   | 19 août 2006      | 23 h 53 min 48 s |
| 22e | Médaille de bronze | Leadville Trail 100                   | 100 mi   | 22 août 2009      | 21 h 55 min 22 s |
| 38e | Médaille de bronze | Way Too Cool 50K Endurance Run        | 50 km    | 13 mars 2010      | 04 h 37 min 12 s |
| 4e  | Médaille d'argent  | Hardrock 100                          | 100 mi   | 9 juillet 2010    | 30 h 14 min 00 s |
| 12e | Médaille d'or      | Wasatch Front 100 Mile Endurance Run  | 100 mi   | 10 septembre 2010 | 23 h 20 min 01 s |
| 7e  | Médaille d'argent  | Hardrock 100                          | 100 mi   | 8 juillet 2011    | 29 h 46 min 00 s |
| 31e | Médaille de bronze | Ultra-Trail du Mont-Blanc             | 166 km   | 26 août 2011      | 28 h 30 min 28 s |
| 11e | Médaille d'or      | Hardrock 100                          | 100 mi   | 13 juillet 2012   | 29 h 09 min 00 s |
| 7e  | Médaille d'or      | Bear 100 Mile Endurance Run           | 100 mi   | 28 septembre 2012 | 22 h 10 min 58 s |
| 9e  | Médaille d'or      | Hardrock 100                          | 100 mi   | 12 juillet 2013   | 29 h 54 min 55 s |
| 11e | Médaille d'or      | Hardrock 100                          | 100 mi   | 11 juillet 2014   | 29 h 49 min 00 s |
| 10e | Médaille d'argent  | Hardrock 100                          | 100 mi   | 10 juillet 2015   | 28 h 57 min 07 s |
| 12e | Médaille d'or      | Wasatch Front 100 Mile Endurance Run  | 100 mi   | 9 septembre 2016  | 23 h 15 min 25 s |
| 11e | Médaille d'argent  | Hardrock 100                          | 100 mi   | 14 juillet 2017   | 29 h 22 min 29 s |
| 13e | Médaille d'or      | Javelina Jundred                      | 100 mi   | 27 octobre 2018   | 18 h 49 min 06 s |